# Concert du nouvel an 1995 à Vienne
Le concert du nouvel an 1995 de l'orchestre philharmonique de Vienne, qui a lieu le 1er janvier 1995, est le 55e concert du nouvel an donné au Musikverein, à Vienne, en Autriche. Il est dirigé pour la deuxième fois par le chef d'orchestre indien Zubin Mehta, trois ans après sa précédente apparition.
Johann Strauss II y est toujours le compositeur principal, mais ses frères Josef et Eduard sont représentés respectivement avec cinq et une pièces, et leur père Johann présente une seconde œuvre en plus de sa célèbre Marche de Radetzky qui clôt le concert, sans oublier un quadrille écrit en commun par les trois frères. Joseph Lanner est aussi au programme pour la troisième année consécutive, et Franz Von Suppé y fait son retour après deux ans,
Dix pièces sur les dix-huit au total sont jouées pour la première fois au concert du nouvel an.

## Programme

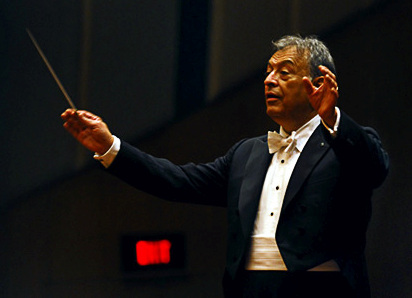
Le chef Zubin Mehta (en 2008)

Les pièces suivies d'un astérisque (*) sont jouées pour la première fois

### Première partie
1. Johann Strauss II : Reitermarsch, marche, op. 428*
2. Josef Strauss : Wiener Kinder, valse. op. 61*
3. Josef Strauss : Arm in Arm, polka-mazurka, op. 215
4. Joseph Lanner : Favorit-Polka, polka, op. 201*
5. Johann Strauss II : Morgenblätter, valse op.279
6. Johann Strauss II : Proceß-Polka, polka rapide, op. 294*

### Deuxième partie
1. Franz von Suppé : ouverture de l'opérette Banditenstreiche (de)*
2. Johann Strauss II : Perpetuum mobile. Ein musikalischer Scherz, scherzo, op. 257
3. Johann Strauss II : Mephistos Höllenrufe, valse, op. 101*
4. Josef Strauss : Thalia, polka-mazurka, op. 195*
5. Eduard Strauss : Electrisch, polka rapide, sans numéro d'opus*[1]
6. Johann Strauss : Alice-Polka, polka, op. 238*
7. Johann Strauss II : Russische Marsch-Fantasie, marche, op. 353*
8. Josef Strauss : Mein Lebenslauf ist Lieb' und Lust, valse, op. 263
9. Johann Strauss II, Josef Strauss et Eduard Strauss : Schützen-Quadrille, quadrille, sans numéro d'opus

### Rappels
1. Josef Strauss : Auf Ferienreisen, polka rapide, op. 133
2. Johann Strauss II : Le Beau Danube bleu, valse, op. 314
3. Johann Strauss : Marche de Radetzky, marche, op. 228